# Ильино (Переслегинская волость)
Ильино — деревня в Великолукском районе Псковской области России. Входит в состав Переслегинской волости.

## География
Расположена на северо-западе района, в 7 км к северо-западу от райцентра Великие Луки и в 1 км к юго-западу от волостного центра Переслегино.

## Население
| 2001 | 2002 | 2010 |
| ---- | ---- | ---- |
| 85   | ↘72  | ↗76  |

Численность населения деревни по состоянию на начало 2001 года составила 85 жителей.